# Einöde (Geretsried)
Einöde (auch: Einödhof) ist ein Gemeindeteil der Stadt Geretsried im oberbayerischen Landkreis Bad Tölz-Wolfratshausen.
Die Einöde liegt im äußersten Südosten der Geretsrieder Gemarkung, unweit der Isar nördlich des Malerwinkels, und ist vom Hauptort aus über eine Stichstraße erreichbar.
Um 1700 bestanden in der Nähe des Einödhofes eine Ziegelei und eine Überfuhr über die Isar. Der Hof wurde 1842 vom damaligen Betreiber der Ziegelei errichtet; die Ziegelei war bis Ende des 19. Jahrhunderts in Betrieb und verfiel anschließend, ehe sie durch ein Isarhochwasser weitgehend abgetragen wurde. Bis zur Gründung der Gemeinde Geretsried im Jahr 1950 gehörte der Einödhof zur Gemeinde Osterhofen.